# Чорноморське узбережжя Туреччини
Чорноморське узбережжя Туреччини досягає в довжину 1 700 км, що становить приблизно 34,9 % берегової лінії Чорного моря. Таким чином, Туреччина має найширший доступ до акваторії Чорного моря, контролюючи всю південну половину Причорномор'я. Тим не менш, навіть ці великі морські володіння є порівняно невеликими порівняно з періодом XV—XVII століть, коли Османська імперія і її сателіт Кримське ханство фактично перетворили Чорне і Азовське моря у внутрішнє «турецьке озеро». Сучасне чорноморське узбережжя країни відрізняється спокоєм і відсутністю розвиненої інфраструктури. Середземноморське узбережжя Туреччини, навпаки, набагато більш освоєно завдяки активному розвитку туризму в районі міста Анталія.

## Історія
У часи пізньої античності практично все Чорне море, так само як і чорноморське узбережжя Туреччини стало об'єктом активної давньогрецької колонізації. В цей час були засновані всі основні населені пункти цього регіону — Амасра, Синоп, Самсун, Трабзон тощо.
В період раннього середньовіччя грецькі населені пункти переважали на захід від Синопської бухти. На схід від неї вони чергувалися з вірменськими та грузинськими (лазькими) населеними пунктами. З XIII століття чорноморське узбережжя Малої Азії заселяють численні тюркські племена, поступово асиміляційні дотюркські народності. В даний час турки становлять переважну більшість населення. Невеликі ісламізовані меншини становлять чвенебурі, лази, черкеси, кримські татари.
Територіальна експансія Російської імперії (з кінця XVIII століття), а також рух за незалежність християнських народів (наприкінці XIX століття) Румунії і Болгарії, істотно скоротили вихід Туреччини до моря.

## Географія
Чорноморське узбережжя Туреччини формує природний північний кордон країни. Це найбільша морська ділянка країни. Чорноморське узбережжя країни характеризується слабким рельєфом берегової лінії. Виключення складають протока Босфор, Синопська бухта, конуси виносу деяких великих річок, а також невеликі острови:
- Гіресун (Гіресун)
- Кефкен (Коджаелі)
- Ереке (Стамбул)
- Тавшан (Бартин)
- Бююк (Амасра)

### Клімат
Чорноморське узбережжя Туреччини характеризується помірно теплим субтропічним кліматом. При цьому зволоження території неоднаково. На захід від Амасри опадів мало, тут панує типовий сухий середземноморський клімат. У східній частині узбережжя зволоження набагато більш інтенсивно. Опади тут розподіляються порівняно рівномірно. Взимку в центральній частині узбережжя дмуть холодні і сирі північні вітри, що піднімаються вгору по гірських долинах. Тому чорноморське узбережжя країни (зокрема Пафлагонія) вважається відносно суворим регіоном країни. Тим не менш, Чорне море пом'якшує клімат. Середня температура січня на узбережжі від +1 до +7 °C, липня +22, +24. Східну частину Чорноморського узбережжя країни захищають з півночі хребти Кавказу, тому тут значно тепліше.

## Пам'ятки
Чорноморське узбережжя Туреччини відноситься до малоосвоєних регіонів країни. Транспорт представлений автобусами, а також поромами, в тому числі міжнародними (Сочі-Трабзон, Сочі-Самсун, Ялта-Стамбул, Ялта-Трабзон, Ялта-Синоп).
До головних визначних пам'яток регіону відносять історичне османське місто Сафранболу (поблизу Карабюка), а також скельний монастир Зуміла (поряд з Трабзоном).
Досить цікаві й такі міста як Самсун, Синоп, Гіресун, Ризе і Хопа. У місті Амасра збереглися дві генуезькі фортеці, а також мечеті Фатіха і Іскеле. У Кастамону є етнографічні та історичні музеї, там же розташовані мечеть Атабей, а також мечеть Ібні Медджар, яка була заснована ще в XIII столітті.
Недалеко від Кастамону розташований Національний гірський парк Илгаз. На південь від Самсуна, в районі населеного пункту Хавза, на поверхню виходять термальні джерела. Особливо виділяються пам'ятки Трабзона (Айя Софія, вірменська церква Св. Анни, церква Св. Євгенія, Трабзонский замок, міст Загнос з вежею, мечеть і гробниця Гюльбахар), який у 1204-1461 роках був столицею Трапезундської імперії, а фактично також і всієї Чорноморської Анатолії схід Стамбула.
Увагу привертають також альпійська зона Зігана, замок Байбурт, розташований в центрі найменшого вілайєта Туреччини, а також льодовикове озеро Узунгель. Долина Хемпшин з канатними дорогами, займає землі на південь від траси між Ризе і Хопою популярна серед любителів гірського туризму. Місто Артвін з Національним парком Карагель-Цукру вважається відомим своїми пейзажами, а Юсуфелі прославився завдяки залишкам численних середньовічних вірменських і грузинських церков і замків. Долина річки Чорух популярна серед любителів рафтингу. Є безліч інших гірських річок.